# Imassi
Imassi (en rus: Имасы) és un poble del krai de Perm, a Rússia, que forma part del raion de Gaini. En el cens del 2010 tenia 143 habitants.